# 神戸市立王子動物園

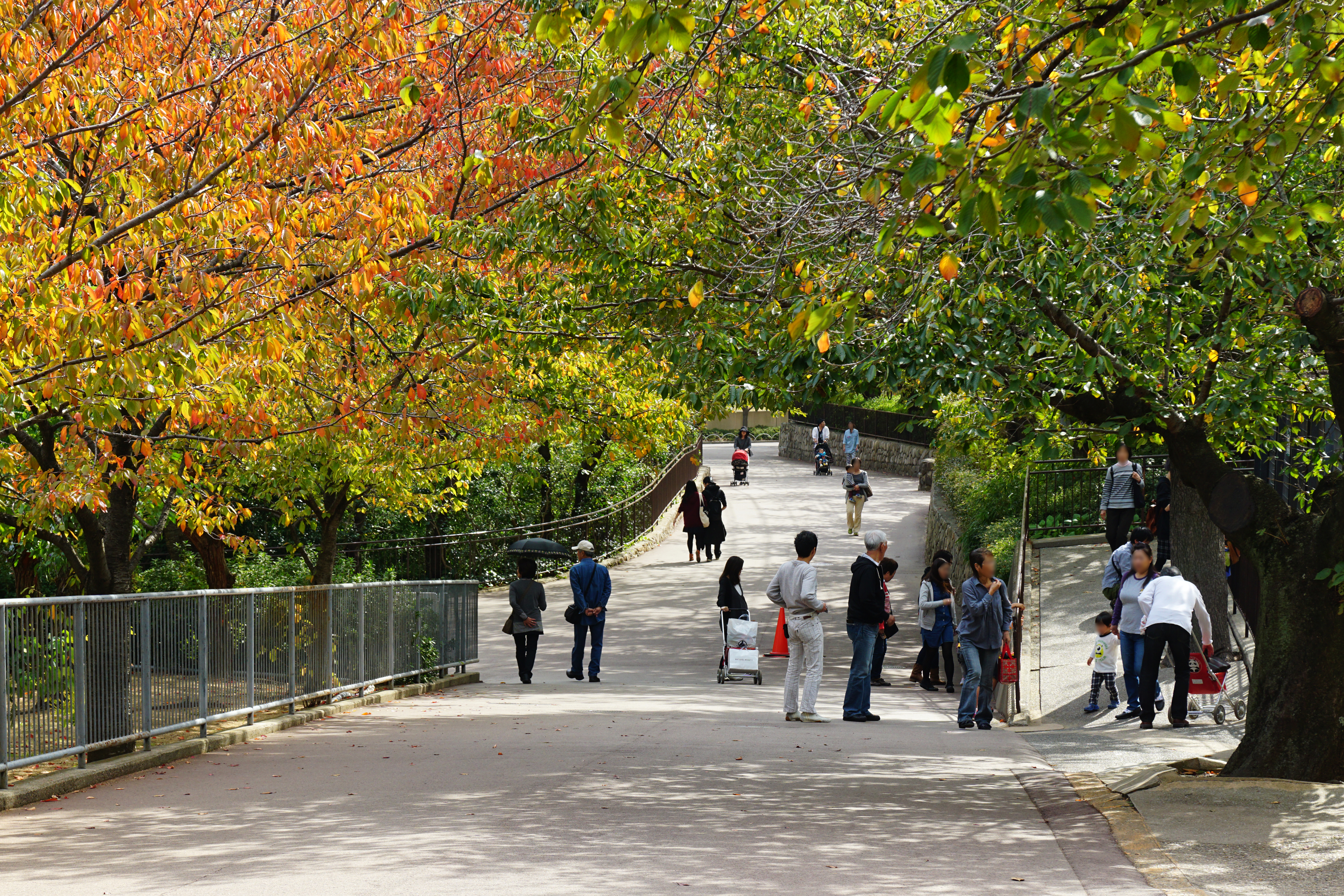
園内風景

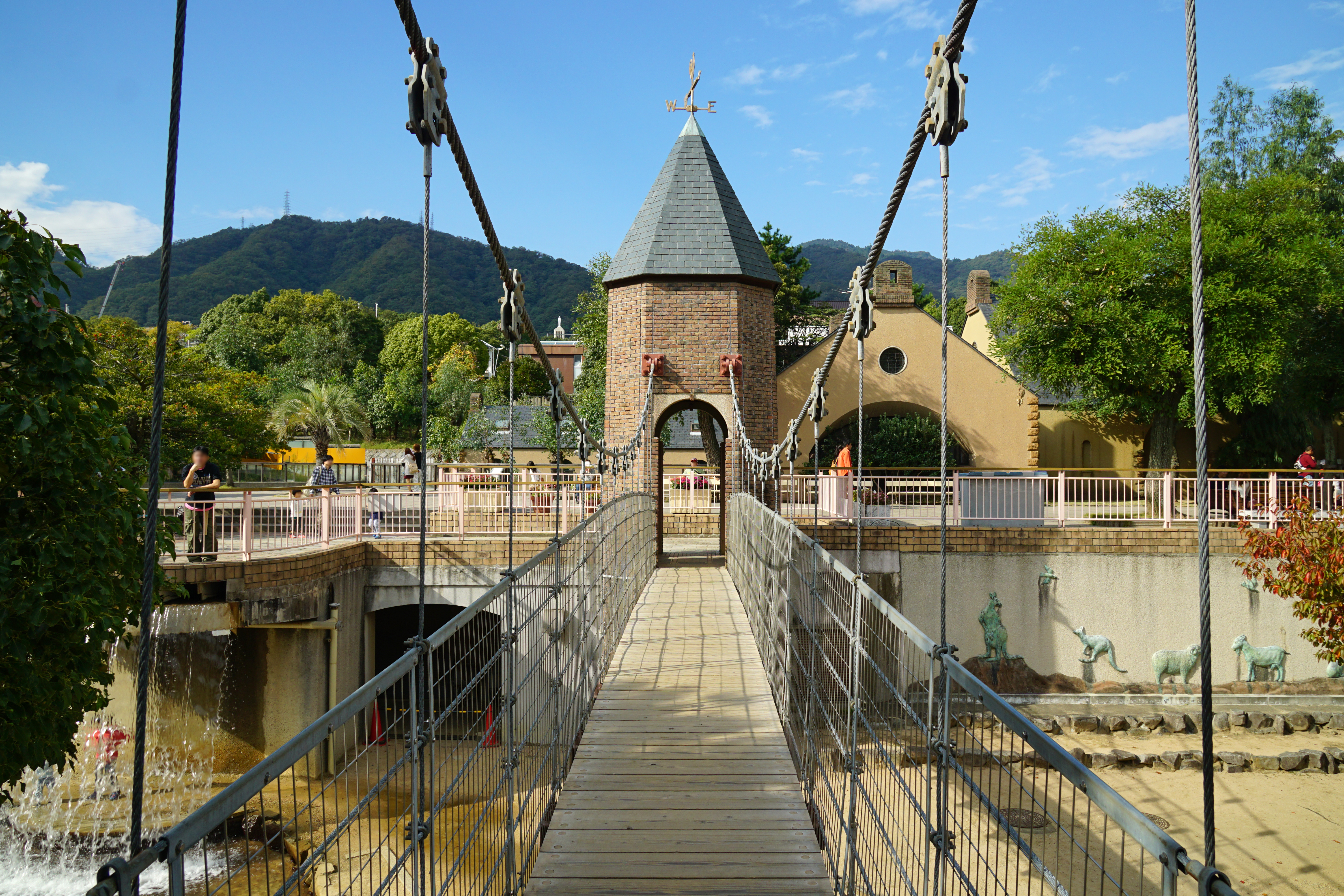
動物とこどもの国

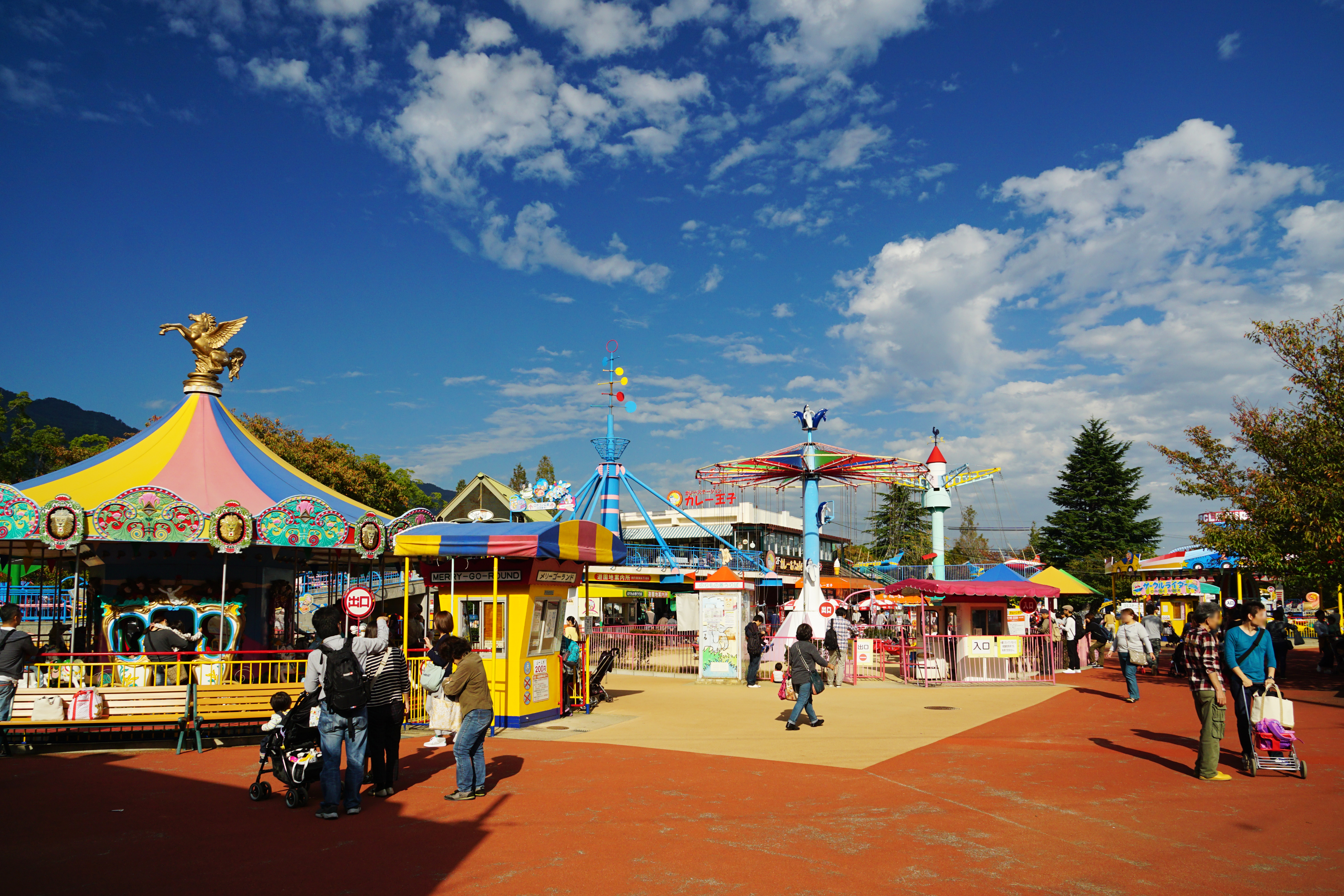
遊園地

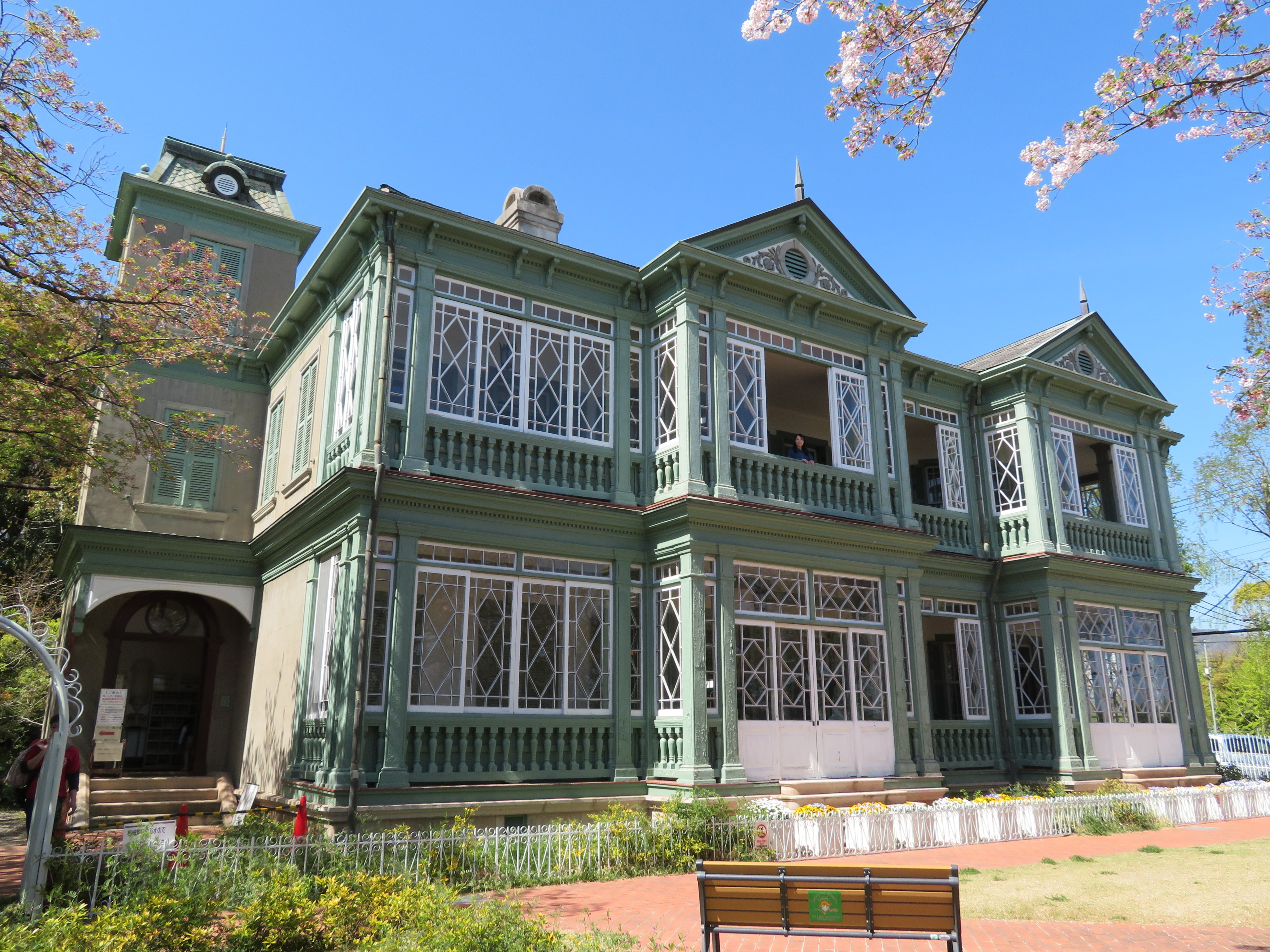
旧ハンター住宅

神戸市立王子動物園（こうべしりつおうじどうぶつえん）は、兵庫県神戸市灘区の王子公園内にある動物園。

## 概要
前身は、1928年に諏訪山公園内に開園した諏訪山動物園だが、1946年に閉園となった。1950年に開催された日本貿易産業博覧会（神戸博）の跡地を利用して、1951年3月21日に現在地へ移転して開園した。
総面積は80,618m2。ジャイアントパンダ、コアラ、アムールトラ、アムールヒョウ、ユキヒョウなどの希少動物をはじめ138種、778点の動物たちが飼育展示されている（2012年4月末時点）。
2024年3月31日の旦旦の死亡まで、日本で唯一ジャイアントパンダとコアラを同時に見ることができる動物園であった。
園内には、上映設備のある動物科学資料館や遊園地などが設置されているほか、実物の国鉄D51形蒸気機関車（211号機）が展示保存されている。
異人館「旧ハンター住宅」（国の重要文化財）が北野町から園内北東隅に移築され、毎年4・8・10月に館内を公開している。
桜の名所としても知られ、公益財団法人神戸市公園緑化協会の支援を受けて樹の手入れを行っている。春には無料で園内の桜を見学できる「夜桜通り抜け」というイベントが行われている。園内の桜のうち数本が2002年1月から神戸の桜（ソメイヨシノ）の開花や満開の基準となる標本木及び副標本木に選ばれている。
日本博物館協会会員館、兵庫県博物館協会加盟館。博物館法に基づく神戸市教育委員会指定施設（博物館に相当する施設）である。またひょうごっ子ココロンカード、のびのびパスポートの対象施設になっている。指定管理者制度を採用せず、神戸市の直営である。

## 施設

### 園内
- パンダ館
- 動物とこどもの国 - コアラ舎、レッサーパンダ舎、リスと小鳥の森、動物ふれあい広場
- 太陽の動物舎
- 放養式動物舎
- 円形猛獣舎
- フラミンゴ池
- ゾウ舎
- 孔雀舎
- アシカ池 - 水中観察可
- ホッキョクグマ舎 - 水中観察可
- 遊園地 - 観覧車、レストラン
- 杜の館 - 休憩所
- 動物病院
- 動物科学資料館 - 常設展示室、特別展示室、ペンギンが見える休憩ホール、図書室、ビデオ視聴コーナー
- 旧ハンター住宅
- 蒸気機関車D51 211、貨車（車掌車）ヨ6692・ヨ14542[9][10]

### 都市型動物園への転換計画
2021年、神戸市は都市型動物園に転換することを明らかにした。王子公園内のスポーツ施設の再編により動物園だった敷地の一部がスポーツ施設になるが、園西側のプール等を廃止して動物園の敷地にすることで飼育エリア（約7ヘクタール）を維持する。
都市型動物園への転換により動物の展示方法が改められる。なお、遊園地は1951年に設置されたが老朽化しているため廃止され、駐車場（約1ヘクタール）が整備される。
リニューアルの一環として、プールの跡地にアフリカサバンナゾーンと新しい爬虫類館を建設予定。オープンは2027年夏の予定である。
この計画は、関西学院大学の進出意向を含めた王子公園全体の再整備の一環であるが、反対運動も起きている。2024年8月に、計画に反対する地元住民らが、市の公園区域変更の処分取消を求め、神戸地方裁判所に提訴している。

## 歴史
- 1928年6月22日 - 諏訪山遊園地内で開園[16]。
- 1937年 - 神戸市に移管し、神戸市立諏訪山動物園として開園。
- 1944年7月〜9月 - 太平洋戦争下、軍部・憲兵隊からの命令により、クマ、ライオン、トラ、ヒョウ、オオカミ、ヘビなどの猛獣を殺処分。職員は密かにオオヤマネコを隠して飼育していたが、1945年5月に死去。
- 1946年3月31日 - 戦後の混乱により経営が行き詰まり閉園。
- 1951年3月21日 - 神戸市立王子動物園として開園。
- 1952年〜1963年 - トラ、グレビーシマウマ、チーター、キノボリカンガルー、ホッキョクグマ、カバ、クロサイなどが来園。
- 1956年8月27日 - インドゾウ「摩耶子」死亡。
- 1957年 - インドゾウ「太郎」来園。国内で初めてマレーオオコウモリの繁殖に成功する。
- 1961年 - インドゾウ「太郎」脱走。キリン舎が火事で全焼する。
- 1963年 - 国内で初めてクロサイの繁殖に成功する。国内初の人工保育チンパンジー「チェリー」誕生（繁殖賞受賞は1970年）。
- 1964年 - チンパンジーの双子「金」「銀」が誕生。
- 1969年 - 国内で初めてオウサマペンギン、ルリコンゴウインコの繁殖に成功。
- 1971年 - 65歳以上入園料無料を実施。世界で初めて混血コウノトリが誕生。
- 1973年 - 放養式動物舎完成。
- 1976年 - 国内で初めてアムールトラ、グレビーシマウマの繁殖に成功。
- 1979年 - 太陽の動物舎完成。国内で初めてアムールトラの自然保育に成功。
- 1981年 - ポートピア'81会場（中央区）にてジャイアントパンダを借り受けて展示。国内で初めてヨーロッパフラミンゴの繁殖に成功する。
- 1982年 - 負傷したコウノトリに人工嘴を装着し、世界の話題となる。国内で初めてオセロット、ロウバシガンの繁殖に成功する。
- 1983年 - 世界最大級のゴリラ「ザーク」死亡。国内で初めてカラカル、シロミミキジの繁殖に成功。
- 1984年 - 国内で初めてフクロテナガザル、ヒワコンゴウインコの繁殖に成功。
- 1985年 - コウベグリーンエキスポ'85会場（須磨区）にてキンシコウを借り受けて展示。国内で初めてヒクイドリの繁殖に成功。
- 1986年 - 国内で初めてホンドタヌキの繁殖に成功。
- 1987年 - 動物科学資料館完成。
- 1991年 - 動物とこどもの国完成。コアラ来園。
- 1992年 - キンシコウ日中共同研究飼育開始。
- 1993年 - アシカ池完成。中国以外では世界初のキンシコウ誕生。
- 1994年 - ホッキョクグマ舎完成。当時オスでは国内最高齢（47歳）のインドゾウ「太郎」死亡。
- 1995年 - 阪神・淡路大震災発生。動物への被害なし。3月23日再開。インドゾウ「マック」来園。
- 1996年 - インドゾウ「ズゼ」来園。
- 1999年 - 国内最高齢（30歳）のマサイキリン「キリコ」死亡。国内で初めてインドホシガメの繁殖に成功。
- 2000年 - 円形猛獣舎完成。7月、ジャイアントパンダについて中華人民共和国との共同研究飼育開始（オス「興興（コウコウ）」、メス「旦旦（タンタン）」[17]） 。
- 2002年 - カバ「茶目子」（49歳）死亡。ジャイアントパンダ「興興」生殖器未発達のため返還、2代目「興興」来園。
- 2003年 - 新カバ舎完成。
- 2004年 - 日本初のインドゾウの赤ちゃん「モモ」誕生。キンシコウ中国へ返還。
- 2005年 - インドゾウの子象「モモ」死亡。
- 2006年 - クールスポット誕生。
- 2007年 - 日本初のアジアゾウ（インドゾウ）のオス「オウジ」誕生。メスを含めた国内のアジアゾウとしては3例目。
- 2008年4月10日 - 国内最高齢（65歳）のアジアゾウ（インドゾウ）「諏訪子」死亡。「諏訪子」は前身の諏訪山動物園にちなんで名付けられた。
- 2008年8月26日 - ジャイアントパンダの赤ちゃんが誕生したが、同月29日に死亡。
- 2009年 - 王子動物園初、オランウータンの赤ちゃん「ムム」が誕生。
- 2010年 - 9月11日、チンパンジーの人工保育などを手掛けた飼育員、亀井一成が死去[18][19]。ジャイアントパンダのオス「興興」が精子摘出のための麻酔注射後に死亡[17]。
- 2011年 - クロジャガー「ローラ」来園。新クマ舎完成。
- 2012年4月7日 - インドゾウの子象「オウジ」死亡[20]。国内で初めてキエリボウシインコの繁殖に成功。
- 2013年 - インドゾウ「姫子」来園。3か月後姫路市立動物園に帰園。コアラ誕生、6か月後死亡。インドゾウ「ズゼ」出産のため市原ぞうの国へ移動。ジャガーが誕生。
- 2014年 - 6月、インドゾウのオス「結希」誕生（出生場所は市原ぞうの国）、12月「ズゼ」帰園。7月、初の人工保育で育ったチンパンジー「チェリー」（51歳）が死亡（発表は16日）[21]。5月、国内で初めてニシキマゲクビガメの繁殖賞受賞（22回目）[22]。
- 2021年 - 1月、神戸市が王子動物園を含む王子公園の再整備の方針を打ち出す[11]
- 2022年 - 4月、キリン「ひまわり」（10歳）が移送中に死亡[23]。
- 2024年 - 1月、国内最高齢のホッキョクグマ「ミユキ」（雌、33歳1カ月）が死亡[24]。3月31日午後11時56分、国内最高齢のジャイアントパンダ「旦旦」（雌、28歳）が死亡[25]。

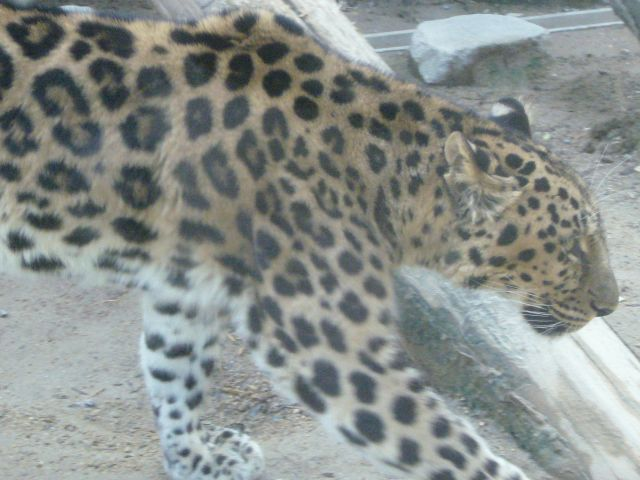
絶滅寸前のアムールヒョウ（円形猛獣舎）
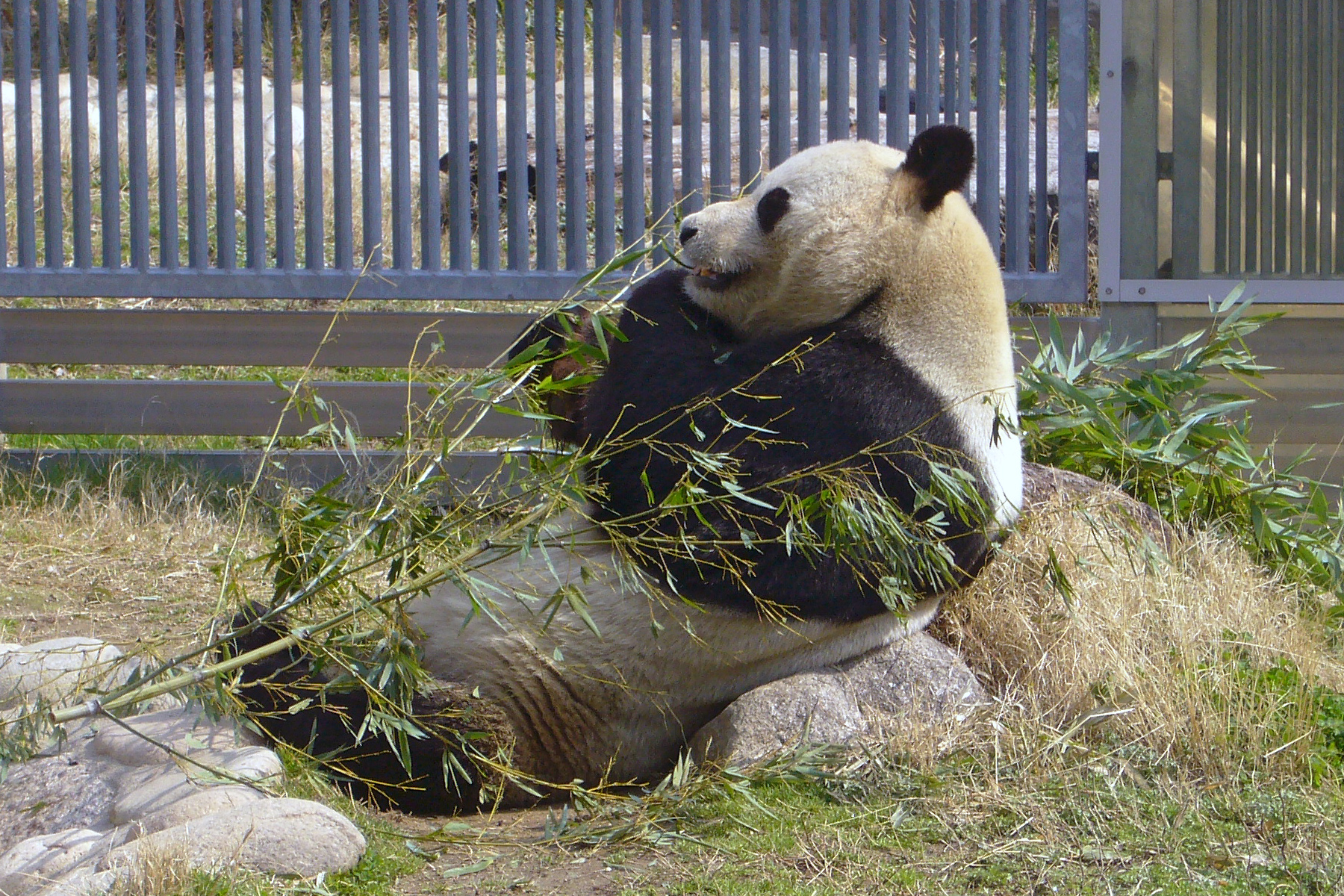
至近距離でジャイアントパンダを見ることができる。（竹を食べるコウコウ）
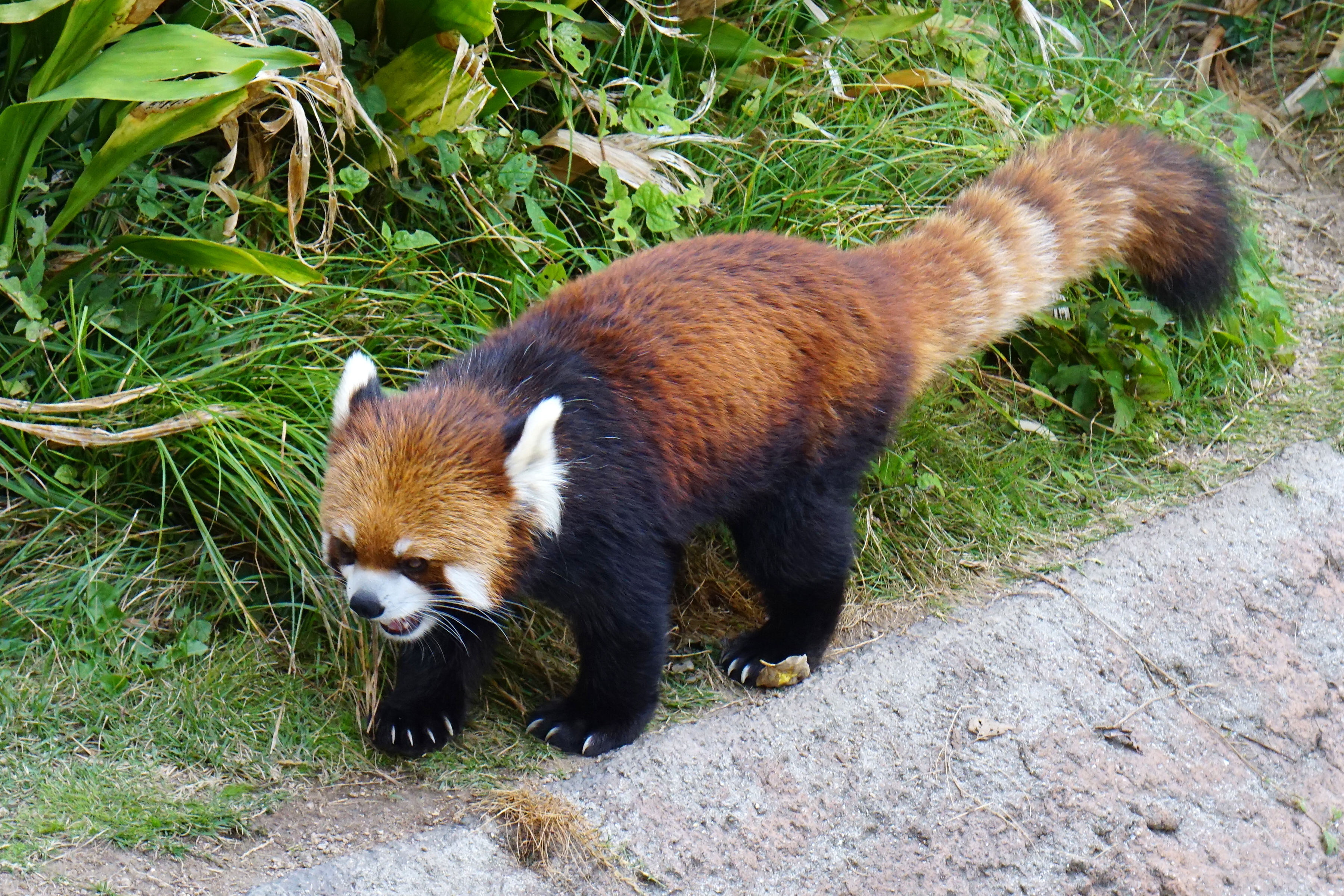
レッサーパンダ
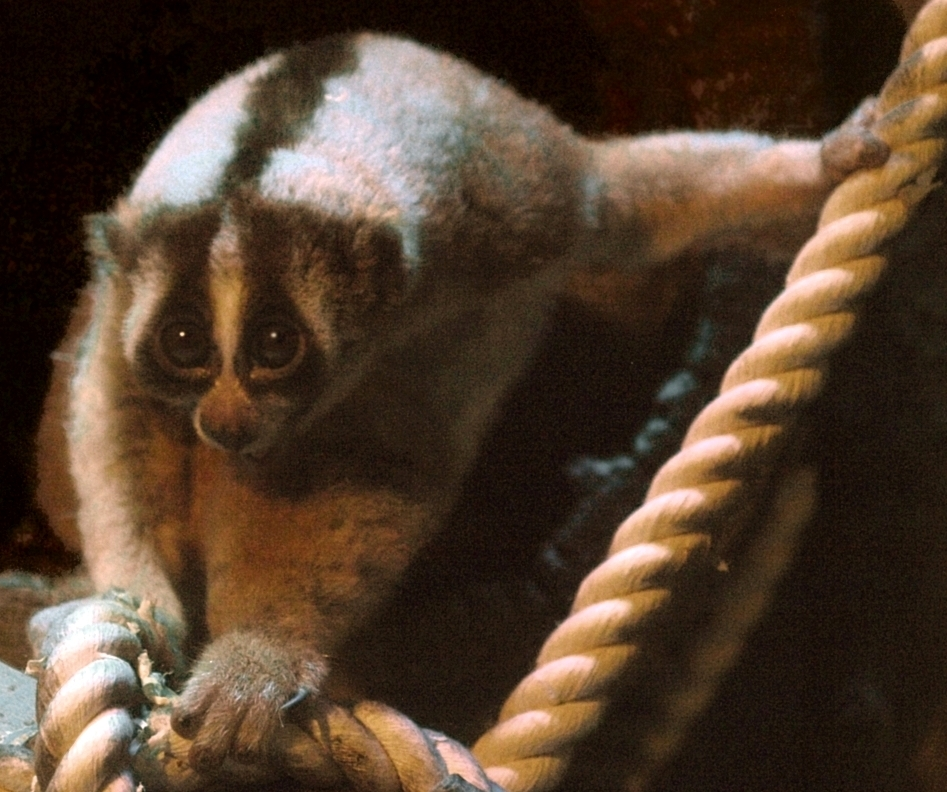
スローロリス
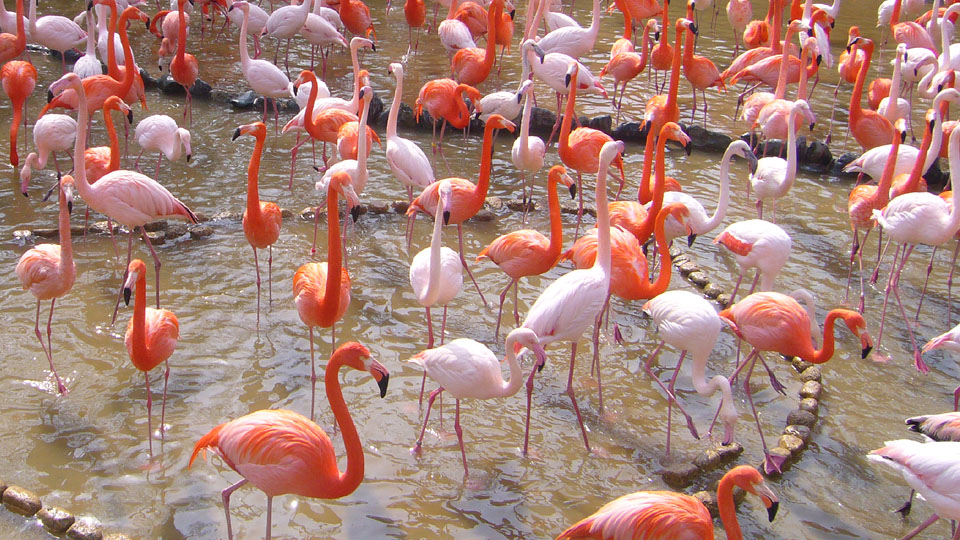
フラミンゴ池
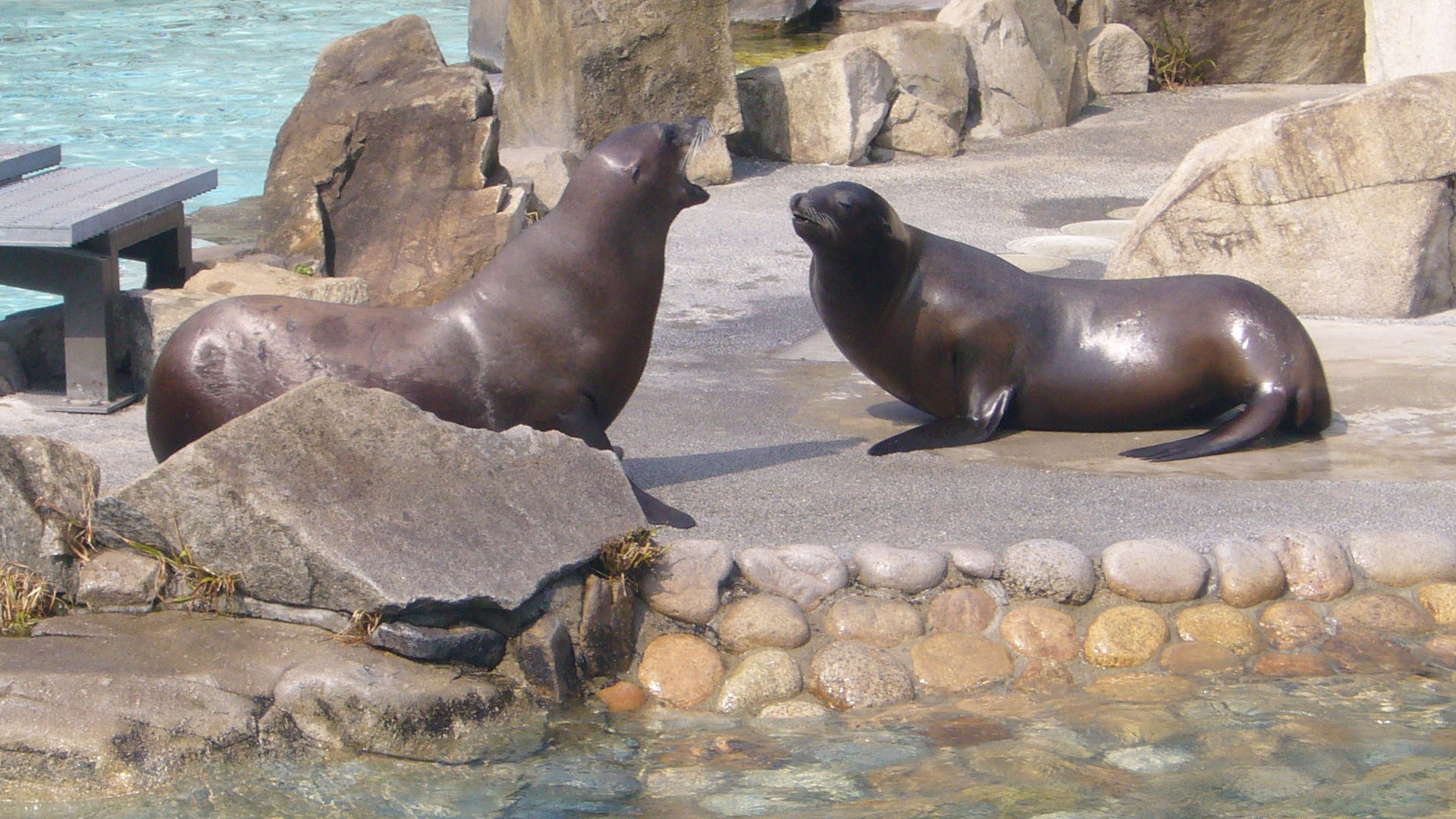
アシカ池
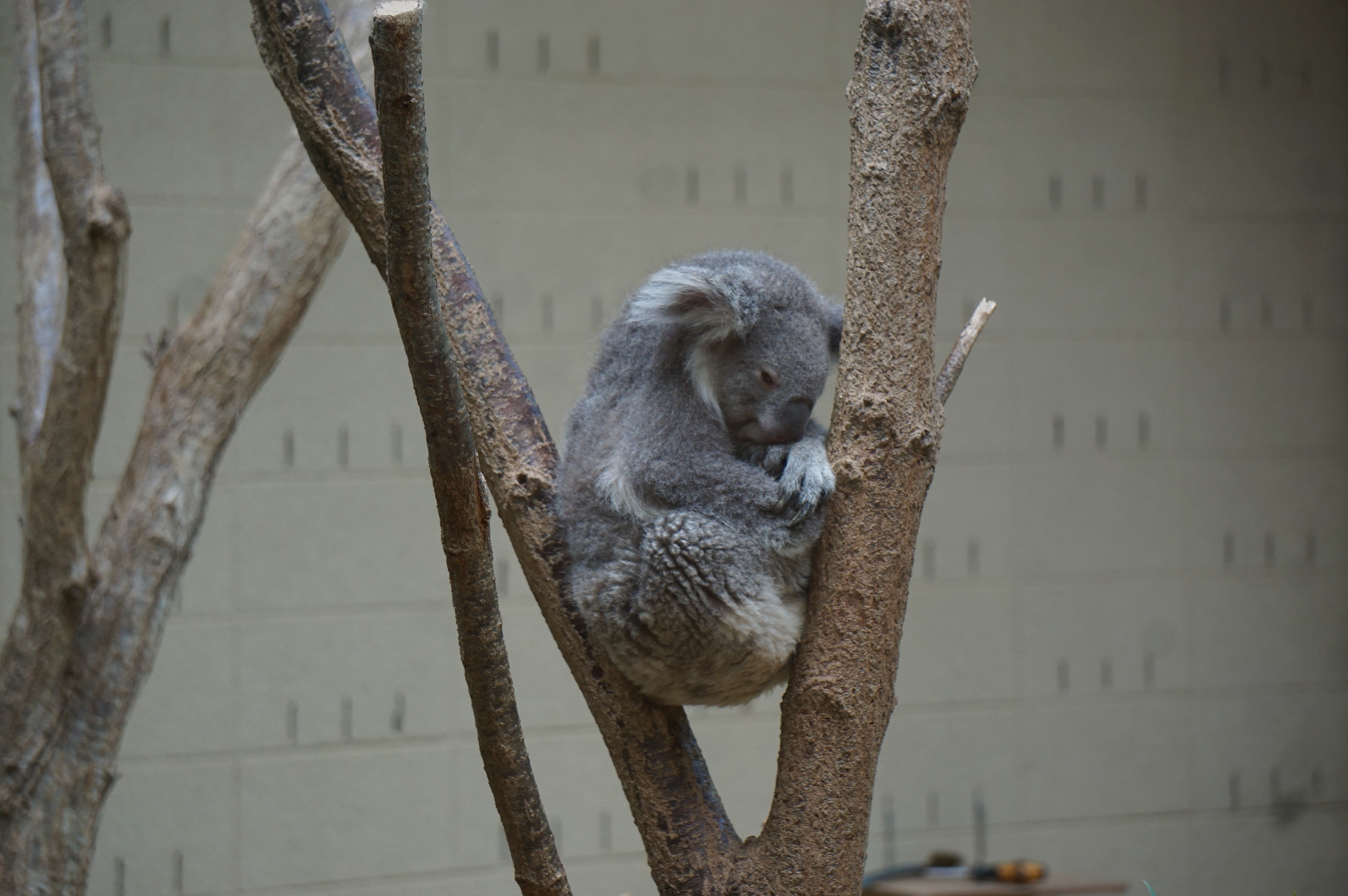
コアラ

## 交通
- 阪急神戸本線「王子公園駅」徒歩約3分
- JR神戸線（東海道本線）「灘駅」徒歩約5分
- 阪神本線「岩屋駅」徒歩約10分

## 周辺施設
- 神戸文学館（隣接）
- 兵庫県立美術館 原田の森ギャラリー
- 横尾忠則現代美術館
- 神戸市立王子スポーツセンター（神戸市王子スタジアムを含む。）
- 西山記念会館
- HAT神戸
  - 兵庫県立美術館
  - WHO健康開発総合研究センター
  - 人と防災未来センター
    - ひと未来館
    - 防災未来館